# 二又風力発電所
二又風力発電所（ふたまたふうりょくはつでんしょ、英文社名：FUTAMATA WIND DEVELOPMENT CO., LTD.）は、青森県上北郡六ヶ所村にある、二又風力開発株式会社が運営する風力発電所。2008年5月に運転開始し、34基の風力発電設備を有する。世界で初めて大容量蓄電池を併設したスマートグリッド型の風力発電所として、各種実証試験が行われている。隣接地には、日本風力開発株式会社による六ヶ所村風力発電所・六ヶ所村風力第2発電所がある。

## 設備概要
- 風力発電設備 - 1,500kW×34基、計51,000kW
- 蓄電設備 - ナトリウム・硫黄電池 2,000kW×17ユニット（常時15ユニット併入）

風力発電設備と蓄電設備を組み合わせることにより系統への出力を一定に保つとともに、深夜に蓄電した電力を日中に供給することが可能となる。
- 交流・直流変換設備 - 2,000kW×17ユニット（常時15ユニット併入）
- 連系変圧器 - 一次電圧（系統側）154kV(60MVA)、二次電圧（風車側）22kV(60MVA)、三次電圧（蓄電池側）6.6kV(40MVA)[5]

## スマートグリッド実証実験
出力一定制御型風力発電所として、2008年8月より東北電力との間で、電力系統への影響についての技術検証を実施。周波数変動等の影響がほぼゼロに抑えられたことが確認された。2010年9月16日からは、日本風力開発・トヨタ自動車・パナソニック電工・日立製作所の4社共同で、既存電力系統から独立したクローズドグリッドを構築。村内の分譲地に建設した6棟の住宅（スマートハウス）やハイブリッドカープリウスを使用した生活実験、自動検針や系統制御実験などを行う。2011年3月の東日本大震災後には、六ヶ所村の村内では停電が発生したが、二又風力開発の事務所とスマートグリッド実証住宅では電力が供給され続けた。

## 電力供給先
2010年4月より、東北電力・東京電力の送電網を通じた託送により、東京の新丸の内ビルディングに「生グリーン電力」を供給している。